# Assigny (Seine-Maritime)
Assigny foi uma comuna francesa na região administrativa da Normandia, no departamento de Sena Marítimo. Estendia-se por uma área de 6,11 km². Em 2010 a comuna tinha 358 habitantes (densidade: 58,6 hab./km²).
Em 1 de janeiro de 2019, passou a formar parte da nova comuna de Petit-Caux.